# أوتو وندرليش
أوتو وندرليش (بالإسبانية: Otto Wunderlich)‏ هو مصور إسباني، ولد في 1886، وتوفي في 1975.